# Giosuè Carducci

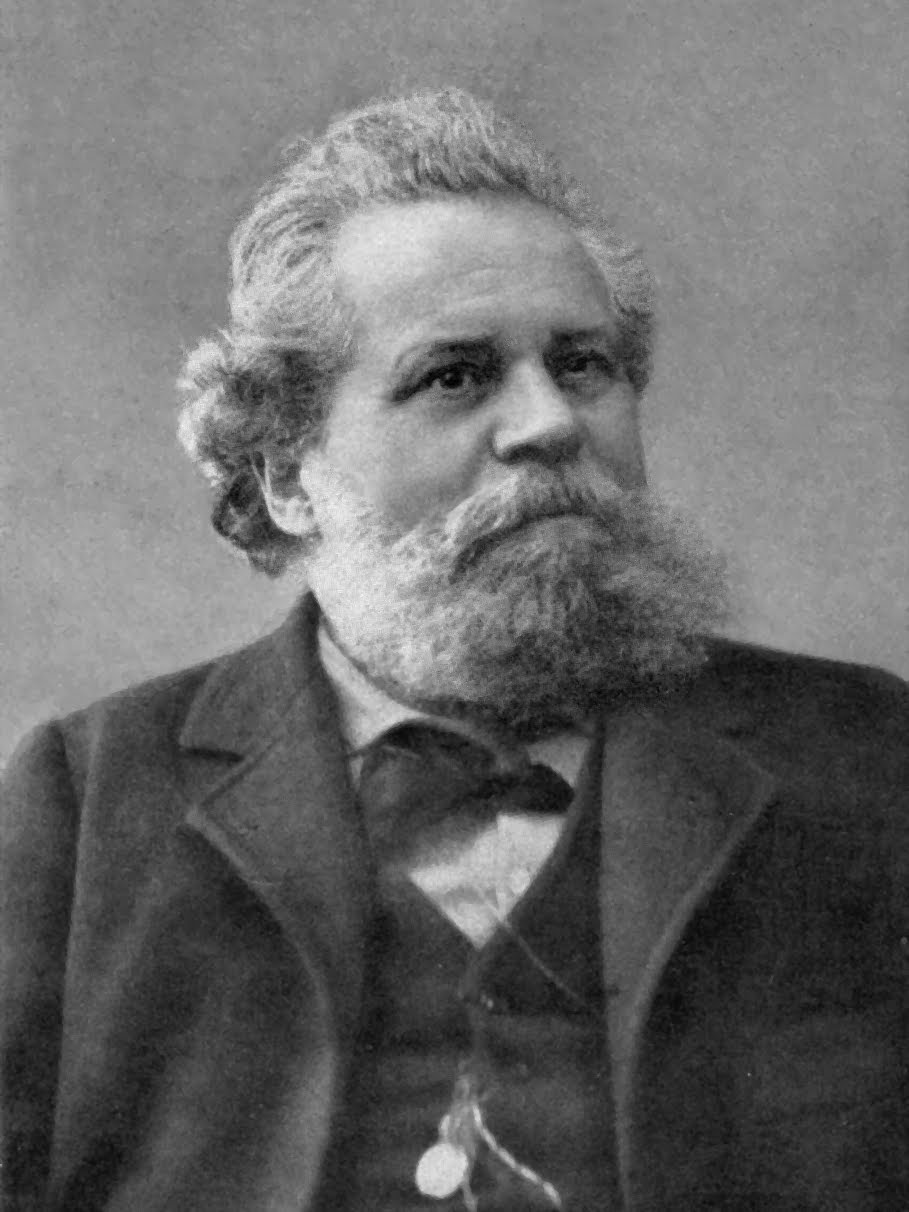
Giosuè Carducci

Giosuè Carducci (27. července 1835, Valdicastello, Toskánsko – 16. února 1907, Bologna) byl italský básník a literární kritik, v letech 1860 až 1904 profesor italské literatury na univerzitě v Bologni, nositel Nobelovy ceny za literaturu z roku 1906.

## Život
Giosuè Carducci začal psát poezii již v dětství pod vlivem antických vzorů, brzy v ní však začal uplatňovat revoluční tendence (byl synem venkovského lékaře, člena hnutí za svobodu a obnovu národní jednoty Itálie). Studoval ve Florencii a v Pise, vystupoval jako radikální republikán a antiklerikál sympatizující se socialistickým a dělnickým hnutím a odpůrci Rakouska-Uherska v něm viděli vzor svých osvobozovacích tendencí.
Sjednocení Itálie roku 1870 mu dalo nové umělecké možnosti a prohloubilo jeho básnickou inspiraci. Po setkání s královnou Margheritou roku 1878 se přiklonil k monarchii a umělecky ke klasickému realismu (stal se odpůrcem nejen křesťanského mysticismu, ale i romantismu Alessandra Manzoniho). Brzy je označován za národního klasika a nejvýznamnějšího básníka jednotné země.
Vedle skladeb básnických by Carducci také neúnavným badatelem na poli literární historie a vynikajícím vydavatelem a komentátorem starých klasických děl italské literatury. V letech 1860 až 1904 byl profesorem na univerzitě v Bologni.
Vysokého ocenění se dočkal i v aktivní politice, stal se čestným občanem v Bologni a roku 1890 byl zvolen do senátu. Nejvyšší literární ocenění v cizině, Nobelovu cenu za literaturu udělenou mu „… nejen pro bohaté vědecké poznatky a kritické výzkumy, ale především jako hold tvůrčí energii, stylistické svěžesti a působivé lyričnosti, které charakterizují jeho poeticky mistrovská díla“ (citace z odůvodnění Švédské akademie), nemohl již pro nemoc v prosinci roku 1906 osobně převzít a o dva měsíce později zemřel. Od roku 1859 byl ženatý s Elvirou Manicuciovou, měl tři dcery a jednoho syna.

## Dílo
- Rime (1857, Verše),
- Juvenilia (1857-1880),
- Rime Nuove (1861-1887, Nové verše), s motivy politickými i intimními,
- Levia gravia (1861-1871),
- L'Inno a Satana (1865, Hymnus na Satana), tato báseň, v níž Carducci zobrazil Satana jako symbol pokroku, přírody a pozemské radosti, učinila autora slavným, avšak vzbudila též bouřlivé polemiky.
- Giambi ed epodi (1867, Jamby a epody),
- Decennalia (1871),
- Poesie (1871),
- Nuove poesie (1873),
- Studii letterarii (1874-1881, Literární studie)
- Odi Barbare (1877, Ódy barbarské), Nuovi Odi Barbari (1882, Nové ódy barbarské) a Terzi Odi Barbare (1889, Třetí ódy barbarské), tři sbírky lyrické poezie, ve kterých geniálním způsobem a s velikou erudicí napodobil staré metrické prvky Horaciových ód a zpracoval je v novou ryze moderní poezii, plnou síly, ohně a hlubokých citových akcentů.
- La poesia barbara nei secoli XV. e XVI. (1881), odborné dílo,
- Confessioni e battaglie (1882), odborné dílo,
- Ça ira (1883),
- Conversationi critiche (1884), odborné dílo,
- Vite e ritratti (1885), odborné dílo
- Piemonte (1890), historicko-politická óda,
- Rime e ritmi (1897-1898)

## Česká vydání
- Výbor básní, J. Otto, Praha 1890, překlad Jaroslav Vrchlický,
- Nový výbor básní, J. Otto, Praha 1904, překlad Jaroslav Vrchlický,
- Ódy barbarské, J. Otto, Praha 1904, překlad Jaroslav Vrchlický,
- Satanu, Josef Váchal, Praha 1926, bibliofile s deseti barevnými obrazy dřevorytce Josefa Váchala,
- Od pramenů Clitumna, Nakladatelské družstvo Máje, Praha 1937, překlad Zdeněk Kalista,
- Hrozny v sloupoví Odeon, Praha 1967, překlad Zdeněk Kalista,
- Hněvy a smutky, Odeon, Praha 1986, překlad Zdeněk Frýbort.